# 拓跋斉
拓跋 斉（たくばつ せい、生没年不詳）は、北魏の皇族。河間公。

## 経歴
拓跋翳槐の玄孫にあたる。若くしてその勇壮ぶりを太武帝に愛されて、側近の護衛として仕えた。427年（始光4年）、夏の赫連昌に対する征討に従軍して、夏軍の攻勢が太武帝の直近に迫ると、拓跋斉は身を挺してかばい撃退した。赫連昌が上邽に逃亡すると、太武帝はおしのび姿で統万城に潜入しようと図った。拓跋斉は強く諫めたが、聞き入れられなかったため、数人の側近とともに太武帝に従った。城内は諸門がすべて閉ざされていた。太武帝は城の宮殿内に入るために、婦人の裙を得ると、槊の上に結びつけて、太武帝がその上に乗って宮殿に潜入した。このため統万城を落とすことができた。拓跋斉は功績により浮陽侯の爵位を受けた。432年（延和元年）、北燕に対する征討に従軍して、功績により尚書となり、爵位は公に進んだ。440年（太平真君元年）、新興王拓跋俊とともに禿髪保周（禿髪傉檀の子）を討った。事件に連座して官爵を剥奪された。
442年（太平真君3年）、南朝宋の将の裴方明が仇池を落とすと、拓跋斉は太武帝の命により前将軍の位を受けて、建興公古弼とともに裴方明を討ち、仇池を奪回した。再び河間公の爵位を受けた。443年（太平真君4年）、拓跋斉は駱谷に駐屯して武都王楊保宗と対陣した。楊保宗の弟の楊文徳が兄を説得して要地を固めていた。拓跋斉は楊保宗が北魏との対決に乗り気でないことを秦州主簿の辺因に聞いて知ると、拓跋斉は楊保宗のもとを訪れて説得した。楊保宗が北魏に降ると、拓跋斉は楊保宗を馬に乗せたまま平城に送らせた。仇池の氐族たちは楊文徳を擁立して、南朝宋の救援を求めた。南朝宋は将軍の房亮之・苻昭・啖龍らを派遣して楊文徳を助けさせた。拓跋斉は啖龍を攻撃して斬り、房亮之を捕らえた。仇池の乱は平定された。拓跋斉は功績により内都大官に任じられた。死去すると、諡は敬といった。

## 子女
- 拓跋陵（河間公、乙渾に殺害された）
- 拓跋蘭（建陽子、武川鎮将）

## 伝記資料
- 『魏書』巻14 列伝第2
- 『北史』巻15 列伝第3